# 別利亞耶夫卡區 (俄羅斯)

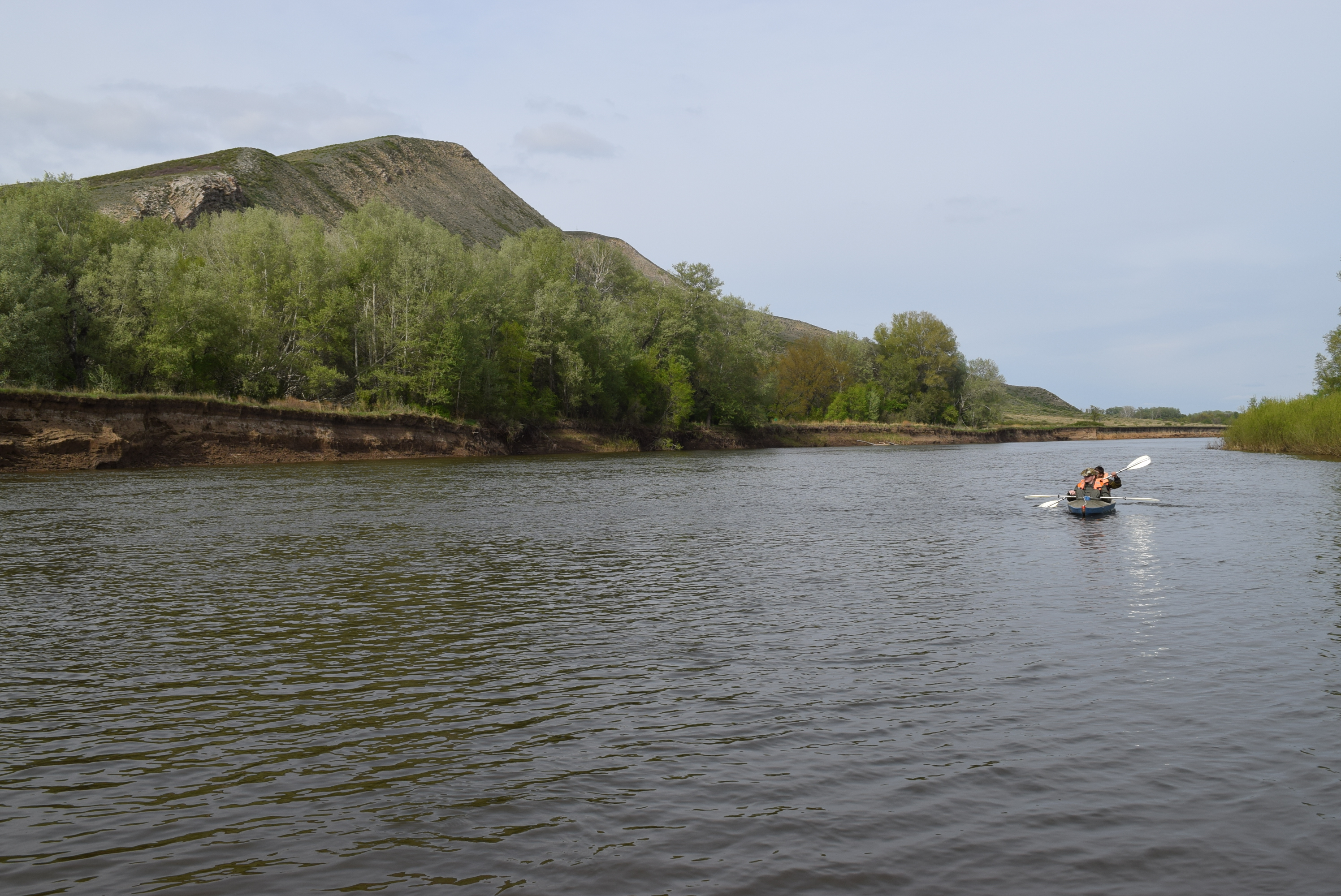

51°24′37″N 55°27′32″E / 51.41028°N 55.45889°E
別利亞耶夫卡區（俄语：Беляевский район），是俄羅斯的一個區，位於該國西南部，由奧倫堡州負責管轄，面積3,687平方公里，2010年人口17,074，人口密度每平方公里4.63人。